# Arne Sunde

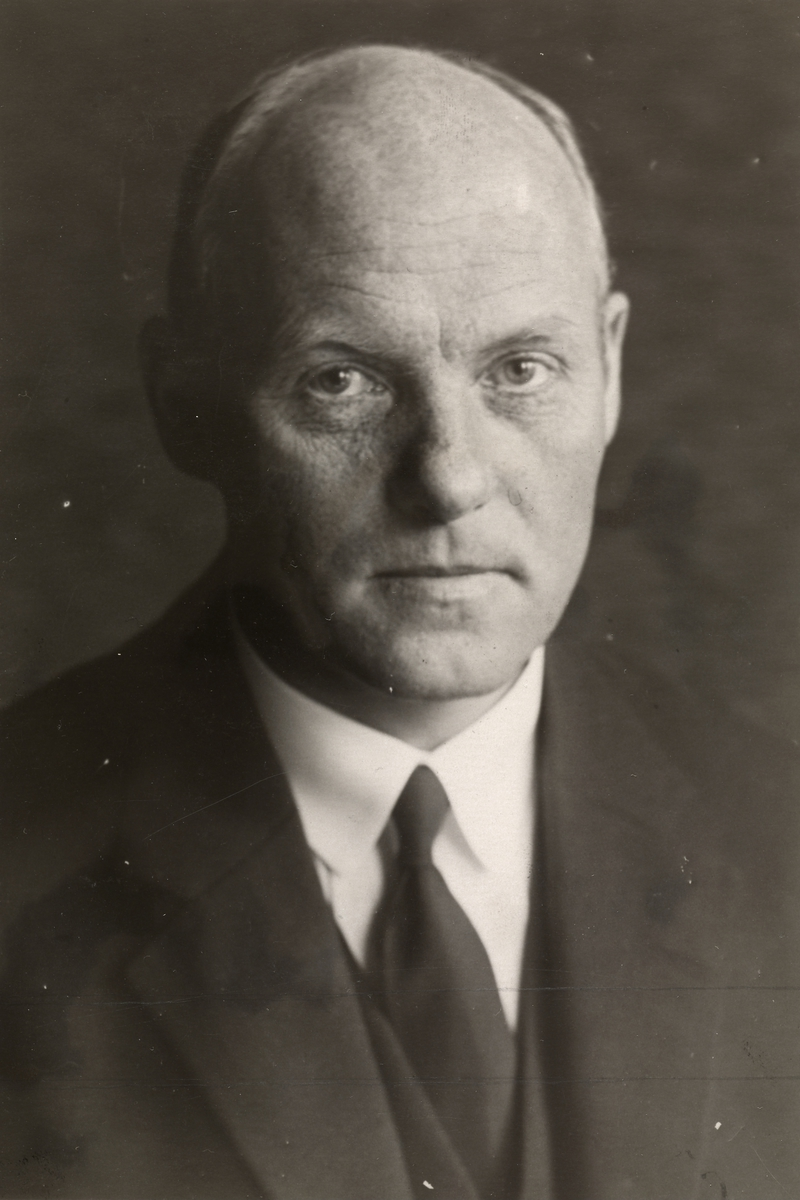
Arne Sunde, etwa 1930–1935

Arne Toralf Sunde (* 6. Dezember 1883 in Kristiania; † 30. Juli 1972 Oslo) war ein norwegischer Politiker der Venstre und Jurist. Er fungierte von November 1930 bis Mai 1931 sowie von März 1933 bis März 1935 als Justizminister, von November 1940 bis Oktober 1942 als Versorgungsminister und anschließend bis Juni 1945 als Schifffahrtsminister seines Landes. Von 1935 bis 1936 war er Richter am Obersten Gerichtshof von Norwegen und von 1949 bis 1952 Ständiger Vertreter bei den Vereinten Nationen. Zudem trat er als Sportschütze in Erscheinung. 

## Leben

### Herkunft, Familie und Ausbildung
Sunde wuchs in einer liberalen Familie auf. Sein Vater Elias Sunde war Abgeordneter im norwegischen Nationalparlament, dem Storting, und Finanzminister. Nach dem Examen artium, dass Arne Sunde 1902 an der Kristiania katedralskole erlangte, besuchte er mehrere militärische Bildungsstätten. So war er bis 1905 an der Krigsskolen und bis 1907 an der militärischen Hochschule. Anschließend stand er zwei Jahre lang als Oberleutnant im Dienst des norwegischen Heers.
Im Jahr 1911 legte Sunde das juristische Examen ab und 1916 wurde er stellvertretender Militärattaché in Paris.

### 1921–1940: Bürgermeister, Justizminister und Jurist
Ab 1921 war Sunde in Norwegen als Anwalt tätig. Im Jahr darauf wurde er als Anwalt am Obersten Gerichtshof von Norwegen zugelassen. Neben seiner Tätigkeit als Jurist betätigte sich Sunde auch in der Lokalpolitik. So wurde er im Jahr 1929 zum Bürgermeister der damaligen Kommune Aker, die heute Teil von Oslo ist, gewählt. Am 21. November 1930 erfolgte seine Ernennung zum Justizminister in der Regierung Mowinckel II. Er blieb bis zum Abtritt der Regierung am 12. Mai 1931 im Amt. Zwischen 1931 und 1933 fungierte er im Streit um das Eirik Raudes Land, ein von Norwegen okkupiertes Territorium auf Grönland, als einer der beiden Anwälte Norwegens vor dem Ständigen Internationalen Gerichtshof in Den Haag.
Am 3. März 1933 wurde Sunde erneut zum Justizminister ernannt. Als solcher war er Mitglied der Regierung Mowinckel III. Seine zweite Amtszeit endete mit dem Rücktritt der Regierung am 20. März 1935. Anschließend fungierte er von 1935 bis 1936 als Richter am Obersten Gerichtshof. Danach stand er bis 1940 dem Osloer Abschnitt der Bergen Privatbank vor.

### 1940–1945: Minister in der Exilregierung
Nach dem Überfall der deutschen Wehrmacht war er im April 1940 zunächst einige Tage als Reservist im Kampf gegen die Wehrmacht im Einsatz. Am 25. April 1940 kam er nach London, wo sich die norwegische Exilregierung befand. Dort wurde Sunde hauptsächlich mit Finanz- und Schifffahrtsthemen betraut.
Ab dem 7. Juni 1940 hatte er den Posten als beratender Minister für die Regierung Nygaardsvold inne. Am 19. November 1940 wurde Sunde zum Versorgungsminister ernannt. Als zum 1. Oktober 1942 das Schifffahrtsministerium aus dem Versorgungsministerium ausgegliedert wurde, übernahm er den neuen Posten des Schifffahrtsministers. Sundes Zeit als Minister endete am 25. Juni 1945, als die Exilregierung zurück nach Oslo kehren konnte und eine neue Regierung gebildet wurde.

### Ab 1945
Nach seiner Zeit in London übernahm er wieder seinen alten Posten bei der Bergen Privatbank. Im Jahr 1949 wurde er Norwegens Ständiger Vertreter bei den Vereinten Nationen. Als solcher blieb er bis 1952 im Amt. Während der Zeit von 1949 bis 1950 war Sunde zudem Mitglied im Sicherheitsrat der Vereinten Nationen. Nach seiner Zeit bei der UN war er von 1953 bis 1958 für die NATO in Paris tätig. Er leitete die Kommission für die Kontrolle der Ausgaben bei gemeinsam finanzierte Verteidigungsanlagen.

## Sportschütze
Neben seiner Karriere als Jurist und Politiker war Sunde auch Sportschütze. Er war Vorstand vom Kristiania Skytterlag und dem Skytterlagets skiklubb. Bei den Olympischen Sommerspielen 1912 in Stockholm nahm er an fünf Schießwettkämpfen teil.

## Auszeichnungen
- Sankt-Olav-Orden: Kommandeur mit Stern
- Deltagermedaljen
- Croix de Guerre
- Æreslegionens kommandørkors